# 十字 (漫画)
『十字』（クロス）は、天川すみこによる日本の漫画作品。

## 概要
1996年から2000年まで「ミステリーDX」（角川書店）で不定期連載され、単行本は5巻まで刊行されている。掲載誌の休刊に伴い、未完である。
高校生にして、一流のエクソシスト天草聖が、人の心の隙を付け狙う悪魔に取り付かれた人々を救う物語。

## 登場人物
天草 聖（あまくさ たから）
主人公。高校2年生。エクソシスト。12歳の時、堅信式を終え、正式にエクソシストになった。
ハーフのイタリア人である父と日本人の母の間に生まれたクォーター。瞳は透き通ったブルー・グレイ。
『†』（クロス）という暗号でエクソシズム（悪魔祓い）の依頼を受ける。エクソシズムの時、十字を切ると額から十字架が出現する。その際は、出血を伴い十字の痣が残る。
祭 静羽（まつり しずは）
ヒロイン。クリスチャンの家庭に生まれた。洗礼名はアンジェラ。
『天国の聖文字』（スクリプトゥラ）＝神の御言葉がみみず腫れのように肌に浮き出る。その身体を邪教集団に狙われ、生け贄にされそうになったところを逃げ出し、聖に依頼し、救われる。バチカンへ避難したが、身体に浮き出る聖文字を『奇跡』だと審問会にかけられそうになるが、自由を奪われたくないという思いと、自分の『奇跡』は自分で追究したいと思い、帰国。聖の高校の英語教師となる。
B90 W56 H87とスタイルが良く、学校の男子生徒からは人気が高いが、修道女である堅い学院長らからは服装などを度々注意される。味覚音痴。
天草 ジェラルド（あまくさ ジェラルド）／ジェラルド・ベルナルド・セルリオ
聖の父親。ステラ・クロス教会の神父。一流のエクソシスト。
天草家は代々、ステラ・クロス教会とエクソシストの仕事を世襲する。天草家の一人娘と結婚、聖をもうける。カトリックの修道士は結婚できないが、聖曰わく「理由あり」とのこと。世間には、聖は養子ということになっている。
案外性格はお茶目で、聖と静羽の関係を心配しつつ見守っている。

## 各話一覧
掲載誌は全て「ミステリーDX」である。
1. 暗号名『†』（1996年5月号）
2. 鏡の命（1997年1月号）
3. 罪の形、嘘の型（1997年6月号）
4. 目には目を（1997年10月号）
5. CROSS ONESELF I・II（1997年12月号・1998年1月号）
6. 101匹目の羊（1998年4月号）
7. 十戒の7 I・II・III・IV（1998年5月号・6月号・7月号・8月号・10月号）
8. 骨から生まれた女 I・II・III（1998年12月号・1999年1月号・2月号・3月号）
9. 天使が孵化する馨 I・II（2000年1月号・2月号・3月号）
10. 見える穴、見えない穴（2000年5月号）
11. 禁じられた遊戯 I（2000年8月号）

## 刊行書籍
ASUKA COMICS 角川書店
1. 1997年8月19日 ISBN 4-04-924681-3
2. 1998年9月17日 ISBN 4-04-924735-6
3. 1999年6月17日 ISBN 4-04-924778-X
4. 1999年7月17日 ISBN 4-04-924782-8
5. 2001年1月17日 ISBN 4-04-924842-5